# Dido Elizabeth Belle
Dido Elizabeth Belle (1761-1804) est la fille naturelle de l'amiral John Lindsay et d'une esclave connue seulement sous le nom de Belle, dont on sait très peu de choses hormis sa condition d'esclave noire. Dido Belle vit dans la maisonnée de William Murray, premier comte de Mansfield, qui est l'oncle de son père, et par conséquent son grand-oncle.
Son statut très particulier pour l'époque - car, fille d'esclave, elle-même d'un statut incertain, elle est cependant considérée comme faisant partie de la famille - attire d'autant plus l'attention que Lord Mansfield est appelé à présider en 1772, en sa qualité de Président de la Haute Cour d'Angleterre et du Pays de Galles, à un procès concernant un esclave, dont la conclusion retentissante est généralement considérée comme la première étape de l'abolition de l'esclavage en Grande-Bretagne. On a vu parfois dans cet arrêt de Lord Mansfield en faveur de l'esclave James Somersett une décision sur laquelle a pu peser la présence chez lui d'une petite-nièce métisse.

## Biographie
Elle nait vers 1761, fille illégitime d'un neveu de Lord Mansfield, John Lindsay, à l'époque commandant la frégate HMS Trent dans les Antilles et impliqué dans la prise de La Havane aux Espagnols en 1762.
De sa mère, on sait seulement qu'elle s'appelait Maria Belle (ou Bell) et qu'elle était esclave. Elle est baptisée en 1766 à St George's Church, de Bloomsbury. Elle est élevée par son grand-oncle William Murray et sa femme, qui n'ont pas d'enfants. Ils élèvent aussi une autre petite nièce, Elizabeth Murray, la fille de David Murray, l'héritier des familles Stomont d'Écosse et Murray, dont la mère est morte en 1766 et qui a pratiquement le même âge.
Elle vit à Kenwood House, la propriété de Lord Mansfield dans le Hampstead, quartier à l'époque en pleine campagne, probable compagne de jeu puis demoiselle de compagnie de sa cousine. Elle a la responsabilité de la laiterie et de la basse-cour, et sert de secrétaire à son oncle, recevant une annuité de 30 livres. Lady Elizabeth épouse en 1785 George Finch-Hatton, un cousin et quitte Kenwood. John Lindsay meurt en 1788, laissant 1 000 livres à sa fille naturelle, Dido Belle[réf. souhaitée]. En 1793, à sa mort, Lord Mansfield lui laisse 500 livres et une pension annuelle de 100 livres, confirmant officiellement son état de femme libre. Elle épouse peu après John Davinier, un régisseur. En 1795 elle donne naissance à des jumeaux, John et Charles, baptisés à St George, Hanover Square. Un troisième garçon, William Thomas nait en 1800. Elle meurt en 1804. John Davinier se remarie en 1819 à St. Martin’s in the Fields avec Jane Holland dont il a eu une fille, Lavinia en 1809 et un fils Edward Henry en 1812.

## Situation

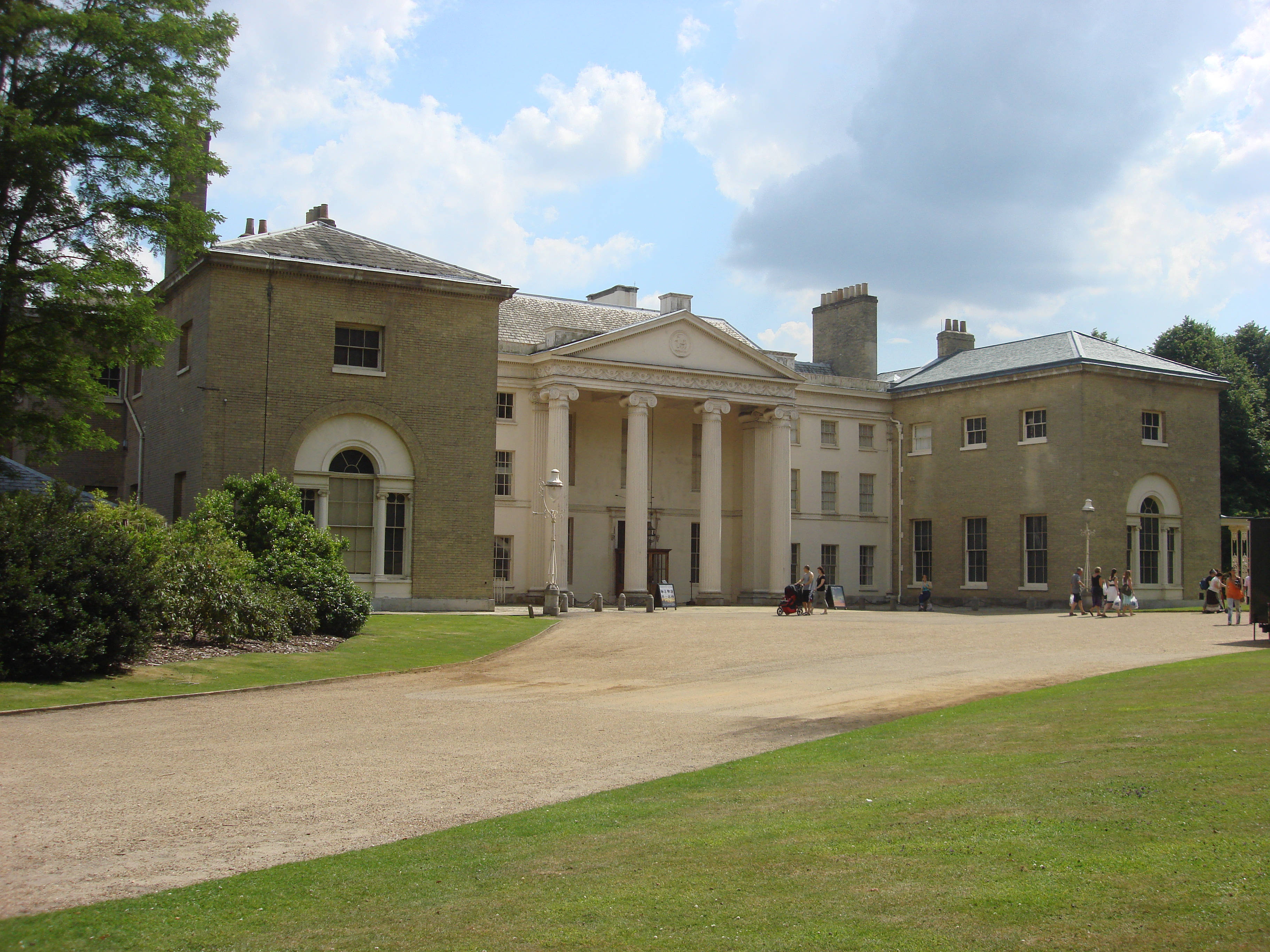
Kenwood House, où Dido a vécu jusqu'à la mort de Lord Mansfield.

Enfant naturelle et, de surcroit, métisse et fille d'esclave, Dido a un statut ambigu dans la famille. Ainsi elle n'est pas présente aux dîners lorsqu'il y a des invités de marque, n'arrivant que pour le café, comme le rapporte Thomas Hutchinson le gouverneur loyaliste du Massachusett dans son journal en 1779.
Thomas Hutchinson, à la suite de son dîner à Kenwood cette année-là, fait un certain nombre de remarques critiques, non dénuées de préjugés raciaux. Il note que sous son grand chapeau la chevelure (il emploie le mot wool, laine) de la « noire » (black) est frisée dans le cou, mais sans vraiment « correspondre aux larges boucles à la mode actuellement » ; elle lui semble ni belle ni distinguée, mais plutôt « délurée » (pert) indiquant sans doute par là une liberté de parole et de manières au sein de la famille qui le surprend ; il remarque également le fait qu'après le café, Dido va se promener dans les jardins, bras dessus bras dessous avec une des filles de la famille. Ignorant que Dido Belle est en réalité la petite-nièce de Lord Mansfield, l'affection que celui-ci lui témoigne lui en paraît suspecte au point que c'est tout juste s'il n'ose la qualifier de « criminelle » (I dare not say criminal). Il note enfin qu'elle est simplement appelée Dido (Didon, en français), ce qui lui fait supposer qu'elle n'a pas d'autre nom, signe d'un statut inférieur, voire servile.
Outre l'affection de Lord Mansfield, Thomas Hutchinson relève également que Dido Belle joue en quelque sorte un rôle de « surintendante » (superintendent) responsable de la laiterie et de la basse-cour, et que Lord Mansfield lui demande conseil à tout instant.
Dans la notice nécrologique de l'amiral Sir John Lindsay, Chevalier du Bain et Rear Admiral of the Red paru dans le London Chronicle du 7 juillet 1788, il est signalé qu'il « a laissé une fille naturelle, une mulâtresse, qui a été élevée pratiquement depuis l'enfance dans la famille de Lord Mansfield et dont les aimables dispositions et accomplishments lui ont gagné le plus grand respect de la part de la famille et des visiteurs de sa Seigneurie ».

## Influence possible dans l'«arrêt Somersett»
Le cas jugé en 1772 par Lord Mansfield, celui de l'esclave noir fugitif James Somersett, est resté dans les annales sous le nom d'« arrêt Somersett ». En refusant à un maître le droit d'obliger son esclave à le suivre dans un autre pays (tel que les États-Unis), cet arrêt abolit en effet l'esclavage en Angleterre et en Écosse, de facto (mais non de jure). La jurisprudence ainsi établie touche potentiellement entre 14 000 et 15 000 esclaves se trouvant alors en Grande-Bretagne.
Dès les années 1820 - donc bien avant l'abolition de l'esclavage en Grande-Bretagne en 1833 - plusieurs personnalités juridiques britanniques considèrent que l'arrêt Somersett de 1772 a marqué dans les faits cette abolition.
Dans cette décision historique de Lord Mansfield, on a parfois vu, sans preuve formelle et de façon hypothétique, une conséquence de la présence dans sa famille de Dido Elizabeth Belle, qui a dû faire évoluer ses idées sur la moralité de l'esclavage. Cependant, le lien possible entre l'arrêt Somersett et Dido Belle a été noté à l'époque par plusieurs personnes, dont un planteur de Jamaïque qui, avant même la tenue du procès, avait déclaré que James Somersett serait certainement libéré, car « Lord Mansfield garde dans sa maison une noire qui le gouverne lui et toute la famille » (« Lord Mansfield keeps a Black in his house which governs him and the whole family »).
Une pièce a d'ailleurs été écrite en 2008 pour mettre en scène le rôle qu'aurait pu jouer Dido Belle dans le contexte de l'arrêt Somersett, intitulée Let Justice Be Done, en souvenir de la phrase latine prononcée alors par Lord Mansfield (Fiat justitia, ruat coelum, en anglais Let justice be done, though the heavens fall, c'est-à-dire « Que justice soit faite, même si les cieux doivent s'effondrer »).

## Portrait de Dido Elizabeth Belle et Elizabeth Murray

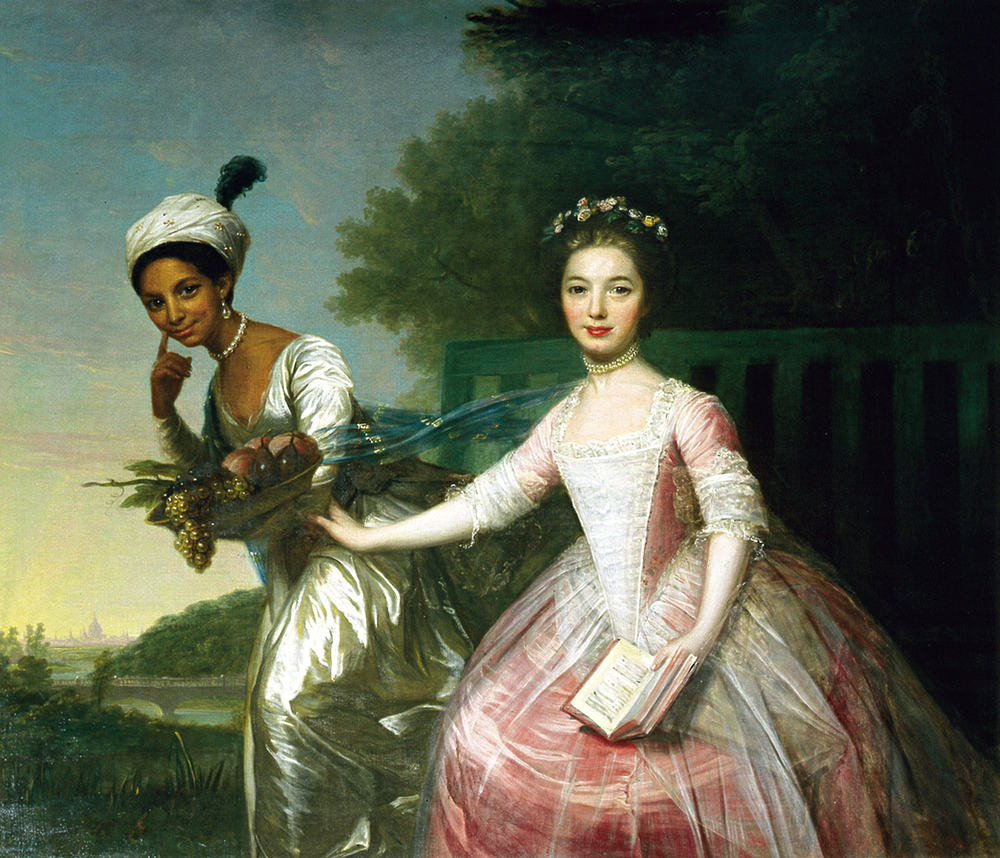
Dido Elizabeth Belle avec sa cousine Elizabeth Murray (1776 environ). Cette peinture, précédemment attribuée à Johann Zoffany, l'est aujourd'hui à David Martin.

Peint vers 1778, ce tableau est considéré comme « unique dans la peinture britannique du XVIIIe siècle, en présentant une femme métisse et une femme blanche, qui plus est une aristocrate, pratiquement à égalité ». Conservé anciennement à Kenwood House, le tableau est exposé au Palais de Scone.

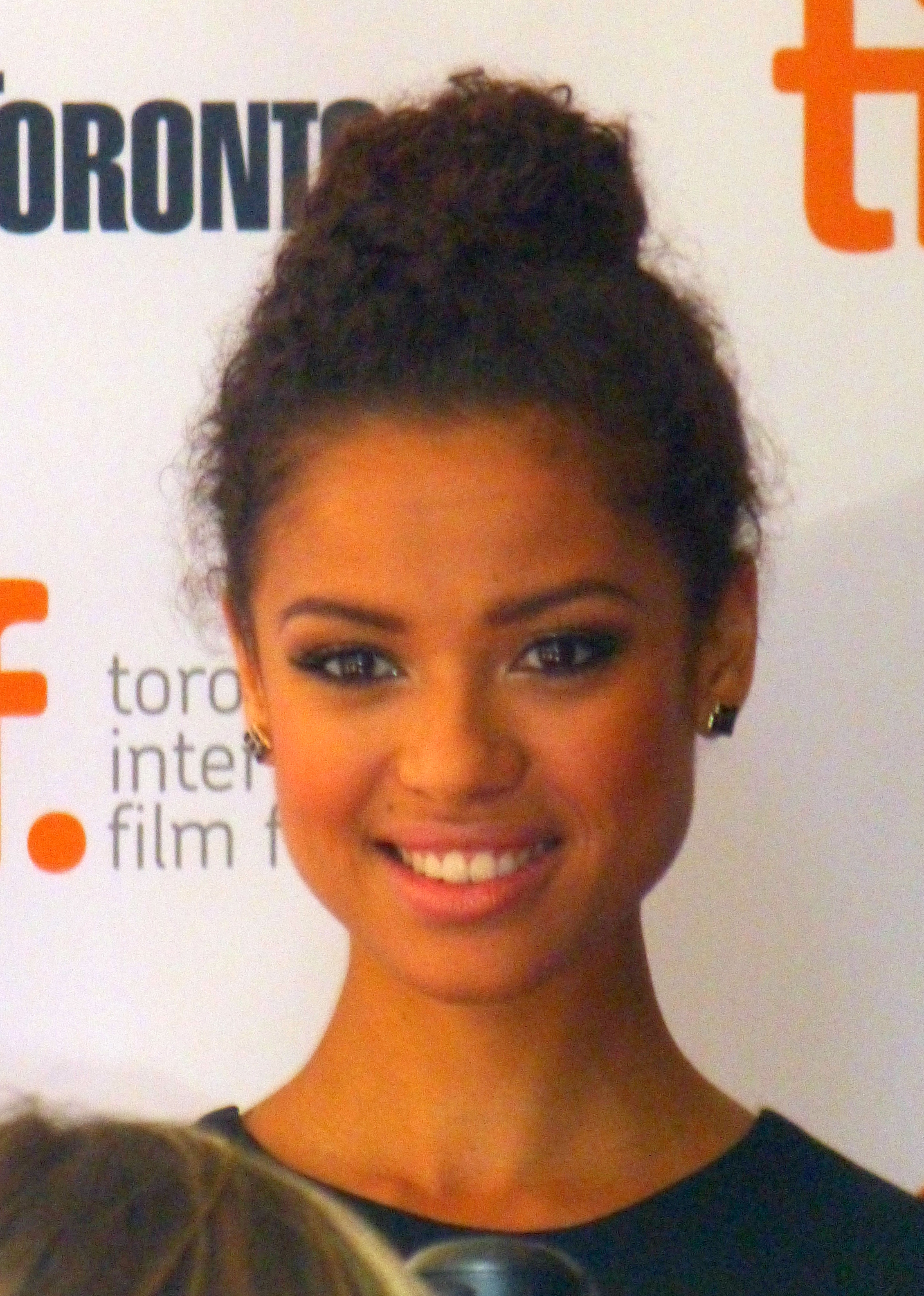
Gugu Mbatha-Raw, lors de la première de Belle (où elle incarne Dido Elizabeth Belle) au Festival du film de Toronto 2013.

L'œuvre est intéressante à bien des égards. Les deux jeunes filles se trouvent dans le Kenwood Park, avec vue sur la Cathédrale Saint-Paul de Londres dans les lointains, et toutes deux font face au spectateur. Dido Belle y apparaît dans une tenue qui, bien que plus exotique que celle de sa cousine, rivalise avec elle en luxe, arborant une robe de soie et un collier de perles. Son attitude également, pleine de confiance, avec son regard direct tourné vers le peintre, montre bien qu'elle aussi est au cœur du tableau, dont elle n'est pas un simple accessoire pittoresque. Enfin, la main que pose Elizabeth Murray sur son bras témoigne de leur affection et de leur proximité.
De subtiles différences apparaissent cependant entre les deux cousines : le turban et la corbeille de fruits portés par Dido contrastent avec la guirlande de roses et le livre d'Elizabeth, et le calme de celle-ci contraste avec la vivacité et l'animation de sa cousine, comme arrêtée en pleine course. Ces différences n'indiquent d'ailleurs pas tant une différence de statut qu'une différence de caractère. Enfin, le doigt pointé par Dido vers sa joue peut vouloir montrer aussi bien sa différence de couleur de peau que son sourire et ses fossettes.

## Dans la culture
- Belle (film, 2013) est un film britannique réalisé par Amma Asante et présenté en 2013 en première mondiale au festival de Toronto, inspiré par le tableau de 1778 représentant Dido Elizabeth Belle aux côtés de sa cousine Lady Elizabeth Murray. Le rôle de Dido y est tenu par Gugu Mbatha-Raw, et celui d'Elizabeth par Sarah Gadon.
- L'universitaire Christine Kenyon Jones voit en Dido Elizabeth Belle et en son statut ambigu une source d'inspiration possible pour le personnage de Fanny Price, dans le roman de Jane Austen paru en 1814, Mansfield Park[5].

### Arbre généalogique

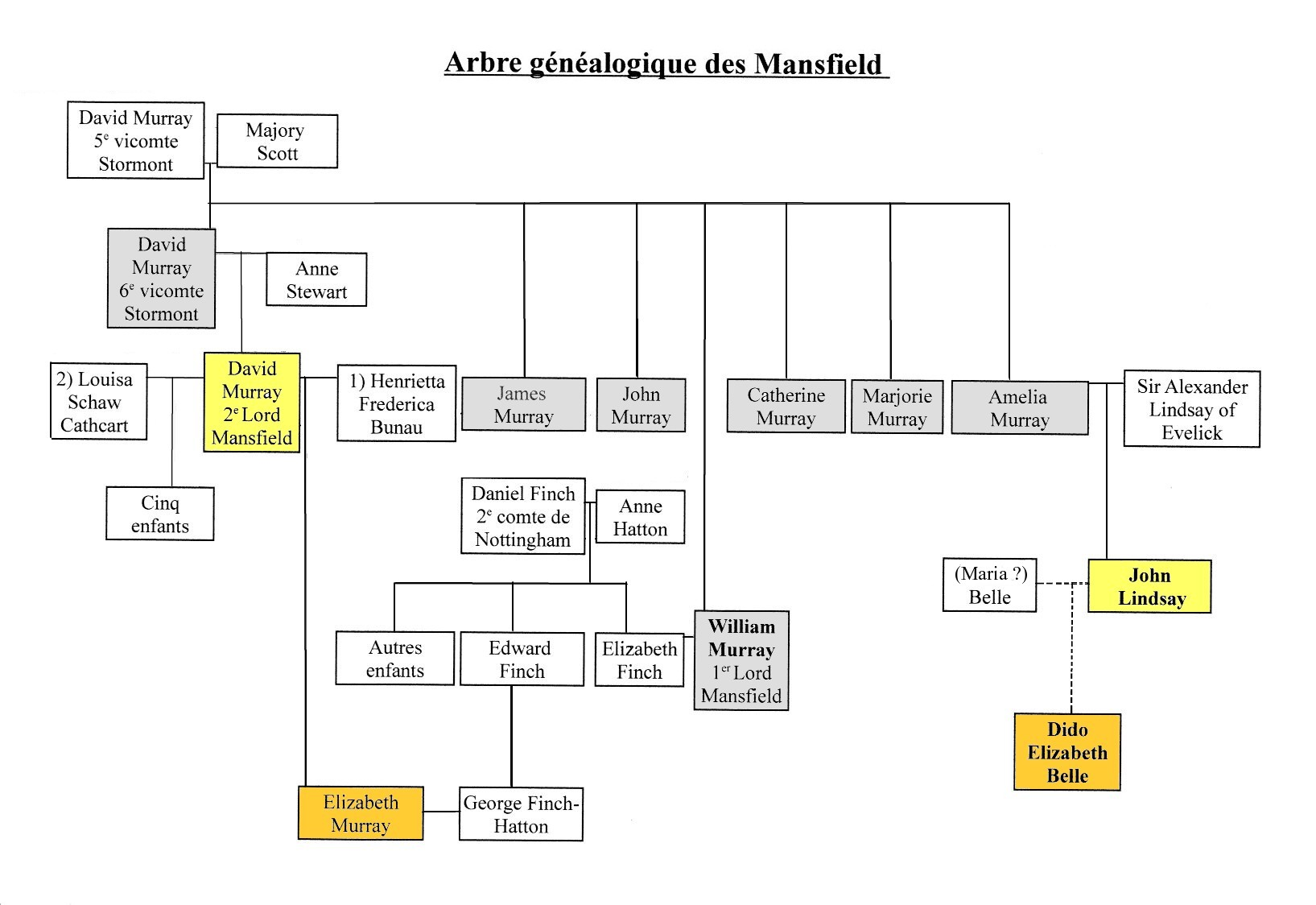
Place de Dido dans la famille Murray